# Синдром Чарга-Стросс
Синдром Чарга-Стросс, или синдром Черджа-Стросс, или эозинофильный гранулёматоз с полиангиитом (англ. Churg-Strauss syndrome) — аутоиммунное заболевание. Болезнь впервые описана в 1951 году Джейкобом Чургом и Лоттой Штраус как «аллергический грануломатоз». Как отдельное заболевание синдром был выделен в 1990 году. Частота заболевание колеблется от 2 до 8 случаев на 1 млн человек. Половых различий в заболеваемости мужчины и женщин не выявлено. Болезнь начинает проявляться примерно в возрасте 38—49 лет. Развитие синдрома проходит три стадий. На начальном этапе развиваются аллергические проявления: ринит, синусит, поллиноз, бронхиальная астма и лекарственная непереносимость. На второй стадии развивается гиперэозинофильный синдром, клинически проявляющийся в синдроме Леффлера, эозинофильной пневмонии и эозинофильном гастроэнтерите. В третьем периоде появляются признаки системного васкулита.